# Aaron Scott (futebolista)
Aaron Scott (Hamilton, 18 de julho de 1986) é um futebolista profissional neo-zelandês, defensor, milita no Waitakere United.

## Carreira
Aaron Scott fez parte do elenco da Seleção Neozelandesa de Futebol nas Olimpíadas de 2008.